# Richard Hawley
Richard Hawley, nascut a Sheffield, és un cantant britànic que es va iniciar en els grups Longpigs i Treebound Story. Després va passar a formar part com a guitarrista del grup Pulp a causa de la seva amistat amb Jarvis Cocker, abandonant el grup per començar la seva carrera en solitari, en la qual ha ha editat 8 discos d'estudi, Richard Hawley el 2001, Late Night Final el 2002, Lowedges el 2003, Cole's Corner el 2005, Lady's Bridge el 2007, Truelove's Gutter el 2009, Standing at the sky’s edge el 2012 i Hollow Meadows el 2015.
El 2012 va col·laborar amb Arctic Monkeys en la cançó 'You And I'.

## Àlbums d'Estudi
- Richard Hawley (Setanta) (2001)
- Late Night Final (Setanta) (2001)
- Lowedges (Setanta) (2003) (UK #169)
- Coles Corner (Muti) (2005) (UK #37)
- Lady's Bridge (Muti) (2007) (UK #6)
- Truelove's Gutter (Muti) (2009) (UK #17)
- Standing In The Sky's Edge (2012) (UK #3)
- Hollow Meadows (2015)

## Àlbums en directe
- Recorded Live 5th December At The Devil's Arse (Muti) (2009)
- Live At The Devil's Arse 28th April 2017 (2018)